# Yellow Cup 1975
Der Yellow Cup 1975 war die vierte Austragung des Handballturniers für Vereinsmannschaften. Gespielt wurde am 26. und 27. Dezember 1975 in der Eulachhalle von Winterthur (Kanton Zürich), die Veranstaltung wurde am Freitagnachmittag von 900 Zuschauern und am Samstagabend von 1.100 Zuschauern besucht. Auf Einladung des Vereins Yellow Winterthur aus der zweitklassigen Nationalliga B beteiligten sich vier Erstligisten: RK Željezničar Sarajevo aus Jugoslawien, Rába Vasas ETO (Győr) aus Ungarn, Pogoń Zabrze aus Polen und die Schweizer Lokalmannschaft Pfadi Winterthur. Cupsieger wurde die Mannschaft aus Zabrze vor den favorisierten Jugoslawen und dem Gastgeber, der sich mit Kemal Vražić (Jugoslawien) sowie den Schweizer Internationalen Robert Jehle und Herbert Thaler (beide vom TSV St. Otmar St. Gallen) verstärkt hatte. Torschützenkönig des «Yellow-Cup 75» wurde der polnische Nationalspieler Wojciech Gwóźdź (Zabrze) mit 21 Treffern, der sich neben seinem Teamkollegen Mieczysław Wojczak (Torwart) und dem jugoslawischen Starspieler Memnun Idžaković besonders auszeichnete.

## Tabelle
| Pl. | Verein                  | Sp. | S | U | N | Tore    | Diff. | Punkte |
| --- | ----------------------- | --- | - | - | - | ------- | ----- | ------ |
| 1.  | Pogoń Zabrze            | 4   | 4 | 0 | 0 | 069:470 | +22   | 08:00  |
| 2.  | RK Željezničar Sarajevo | 4   | 3 | 0 | 1 | 054:470 | +7    | 06:20  |
| 3.  | Yellow Winterthur       | 4   | 2 | 0 | 2 | 050:600 | −10   | 04:40  |
| 4.  | Rába Vasas ETO          | 4   | 1 | 0 | 3 | 061:650 | −4    | 02:60  |
| 5.  | Pfadi Winterthur        | 4   | 0 | 0 | 4 | 049:640 | −15   | 00:80  |

## Resultate
| 26. Dezember 1975 | RK Željezničar Sarajevo | 14:11 | Yellow Winterthur | Eulachhalle, Winterthur |
| 26. Dezember 1975 | (7:6)                   |       |                   | Eulachhalle, Winterthur |
| 26. Dezember 1975 |                         |       |                   | Eulachhalle, Winterthur |

| 26. Dezember 1975 | Pogoń Zabrze | 16:11 | Pfadi Winterthur | Eulachhalle, Winterthur |
| 26. Dezember 1975 | (7:6)        |       |                  | Eulachhalle, Winterthur |
| 26. Dezember 1975 |              |       |                  | Eulachhalle, Winterthur |

| 26. Dezember 1975 | Rába Vasas ETO | 13:14 | Yellow Winterthur | Eulachhalle, Winterthur |
| 26. Dezember 1975 | (6:6)          |       |                   | Eulachhalle, Winterthur |
| 26. Dezember 1975 |                |       |                   | Eulachhalle, Winterthur |

| 26. Dezember 1975 | RK Željezničar Sarajevo | 15:12 | Pfadi Winterthur | Eulachhalle, Winterthur |
| 26. Dezember 1975 | (7:4)                   |       |                  | Eulachhalle, Winterthur |
| 26. Dezember 1975 |                         |       |                  | Eulachhalle, Winterthur |

| 26. Dezember 1975 | Pogoń Zabrze | 19:16 | Rába Vasas ETO | Eulachhalle, Winterthur |
| 26. Dezember 1975 | (10:9)       |       |                | Eulachhalle, Winterthur |
| 26. Dezember 1975 |              |       |                | Eulachhalle, Winterthur |

| 27. Dezember 1975 | Pfadi Winterthur | 11:13 | Yellow Winterthur | Eulachhalle, Winterthur |
| 27. Dezember 1975 | (5:9)            |       |                   | Eulachhalle, Winterthur |
| 27. Dezember 1975 |                  |       |                   | Eulachhalle, Winterthur |

| 27. Dezember 1975 | Rába Vasas ETO | 12:17 | RK Željezničar Sarajevo | Eulachhalle, Winterthur |
| 27. Dezember 1975 | (4:7)          |       |                         | Eulachhalle, Winterthur |
| 27. Dezember 1975 |                |       |                         | Eulachhalle, Winterthur |

| 27. Dezember 1975 | Pogoń Zabrze | 22:12 | Yellow Winterthur | Eulachhalle, Winterthur |
| 27. Dezember 1975 | (12:4)       |       |                   | Eulachhalle, Winterthur |
| 27. Dezember 1975 |              |       |                   | Eulachhalle, Winterthur |

| 27. Dezember 1975 | Rába Vasas ETO | 20:15 | Pfadi Winterthur | Eulachhalle, Winterthur |
| 27. Dezember 1975 | (11:5)         |       |                  | Eulachhalle, Winterthur |
| 27. Dezember 1975 |                |       |                  | Eulachhalle, Winterthur |

| 27. Dezember 1975 | Pogoń Zabrze | 12:8 | RK Željezničar Sarajevo | Eulachhalle, Winterthur |
| 27. Dezember 1975 | (5:4)        |      |                         | Eulachhalle, Winterthur |
| 27. Dezember 1975 |              |      |                         | Eulachhalle, Winterthur |